# Lawrence Weiner (kunstenaar)

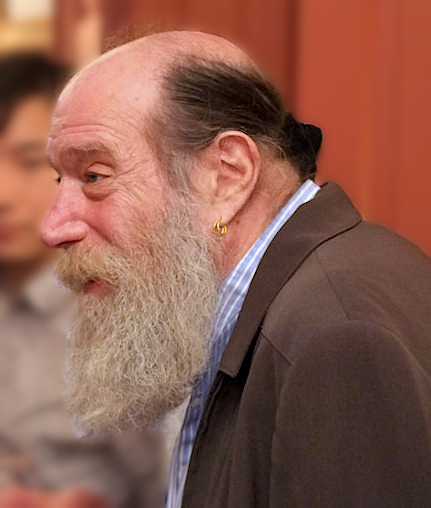
Lawrence Weiner

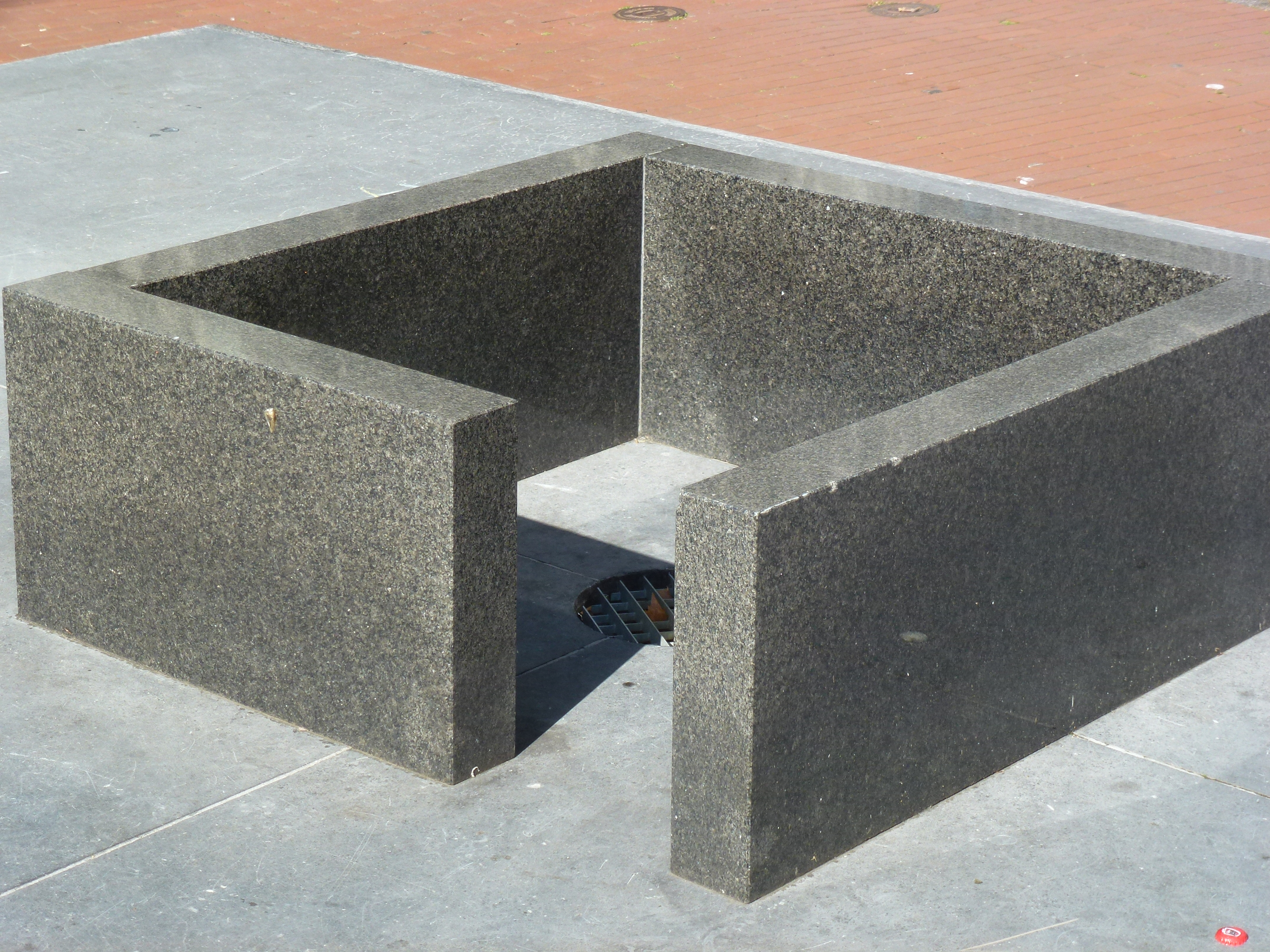
Wensput te Eindhoven

Lawrence Weiner (New York, 10 februari 1942 – aldaar, 2 december 2021) was een Amerikaans kunstenaar en een centrale figuur in de ontstaansgeschiedenis van de conceptuele kunst, een kunststroming die in de jaren 60 van de twintigste eeuw haar opgang maakte in de Verenigde Staten.
Zijn werk kenmerkt zich vaak door het gebruik van typografie. In Amsterdam-Centrum ligt van hem Een vertaling, van de ene taal naar de andere.

## Bekende tentoonstellingen in Nederland
- 1969 Op Losse Schroeven: Situaties en cryptostructuren, Stedelijk Museum, Amsterdam *1971, Sonsbeek 71: Buiten de Perken, Sonsbeek, Arnhem.
- 1979, Lawrence Weiner. Video, Van Abbemuseum, Eindhoven.
- 1988 Lawrence Weiner. Works from the Beginning of the Sixties Towards the End of the Eighties, Stedeijk Museum, Amsterdam.
- 1990: Licht = (Licht), Joods Historisch Museum, Amsterdam. Bij die gelegenheid gebruikte hij de tekst "all the stars in the sky show only one face," die op het raam in 4 talen werd aangebracht, Engels, Jiddisch, Nederlands en Hebreeuws.

Weiner overleed op 79-jarige leeftijd.
- Auckland Art Gallery Toi o Tāmaki: 5477
- Bibsys: 90965842
- Biblioteca Nacional de España: XX1167954
- Bibliothèque nationale de France: cb12019248c (data)
- Catàleg d'autoritats de noms i títols de Catalunya: 981058514585506706
- Gemeinsame Normdatei: 118630237
- International Standard Name Identifier: 0000 0001 1560 0584
- KulturNav: bdae2b78-dc1f-42ad-8be1-a8f39cc1edf2
- Library of Congress Control Number: n50020967
- Nationale Bibliotheek van Letland: 000195734
- MusicBrainz: 7ddc5d5b-ff84-4993-bfee-9d6e2c198f64
- National Gallery of Victoria: 4915
- Nationale Bibliotheek van Tsjechië: xx0119007
- Nationale Bibliotheek van Israël: 987007269757705171
- Nederlandse Thesaurus van Auteursnamen: 069947465
- PIC: 489
- RKD-Nederlands Instituut voor Kunstgeschiedenis: 83408
- LIBRIS: 271296
- SNAC: w6rp5fhj
- Système universitaire de documentation: 028336046
- Museum of New Zealand Te Papa Tongarewa: 36080
- Union List of Artist Names: 500013081
- Virtual International Authority File: 12320420
- WorldCat: E39PBJyrVDBJFJt4mrGKdgCG73